# Орлово (Ліпновський повіт)
Орлово (пол. Orłowo) — село в Польщі, у гміні Вельґе Ліпновського повіту Куявсько-Поморського воєводства.
Населення — 90 осіб (2011).
У 1975-1998 роках село належало до Влоцлавського воєводства.

## Демографія
Демографічна структура станом на 31 березня 2011 року:
|          | Загалом | Допрацездатний вік | Працездатний вік | Постпрацездатний вік |
| -------- | ------- | ------------------ | ---------------- | -------------------- |
| Чоловіки | 48      | 11                 | 34               | 3                    |
| Жінки    | 42      | 18                 | 23               | 1                    |
| Разом    | 90      | 29                 | 57               | 4                    |